# Sempronia judiciaria
La lex Sempronia judiciaria va ser una antiga llei romana proposada per Gai Semproni Grac l'any 123 aC quan eren cònsols Quint Cecili Metel Baleàric i Tit Quinti Flaminí. Per aquesta llei s'establia que el coneixement dels judicis secundaris era traslladat del senat a l'orde eqüestre.